# Emathis coprea
Emathis coprea är en spindelart som först beskrevs av Tord Tamerlan Teodor Thorell 1890.  Emathis coprea ingår i släktet Emathis och familjen hoppspindlar. Inga underarter finns listade i Catalogue of Life.